# Lev Karachan

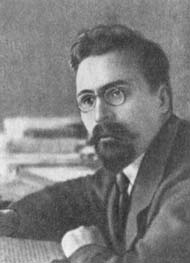
Lev Karachan

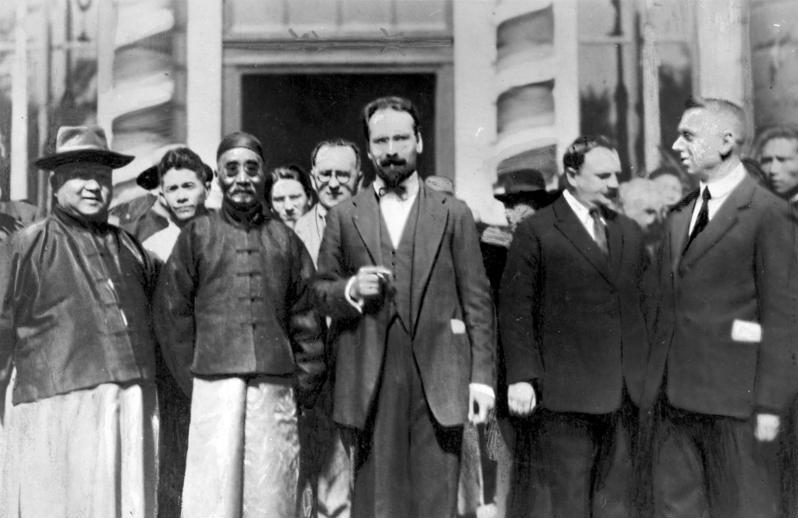
Lev Karachan (mitten) i Peking, 1925.

Lev Michajlovitj Karachan (armeniska: Կարախանյան Լեւոն Միքայելի, ryska: Лев Михайлович Карахан), född 20 januari 1889 i Tbilisi, död 20 september 1937, var en armenisk-rysk bolsjevikisk diplomat från Georgien.
Den 27 juli 1919 utfärdade Lev Karachan det så kallade Karachan-manifestet, i vilket den nya sovjetstaten avsade sig alla privilegier som Tsarryssland tillskansat sig i Kina under Qingdynastin. Detta bidrog starkt till att skapa ett intresse för Ryska revolutionen och för kommunismen i Kina, där den antiimperialistiska fjärde maj-rörelsen var på stark frammarsch.
Karachan var sändebud i Polen 1921–1922 och i Kina 1924–1926, där han med stor smidighet visste att göra sig gällande i Ostasiens politik. 1926 blev Karakhan vikarierande utrikeskommissarie för Georgij Tjitjerin. Han var senare Maksim Litvinovs närmaste man.
Han avrättades 1937 under den Stora utrensningen. Hans hustru Marina Semjonova avled 2010.